# Mniobryum perlaxum
Mniobryum perlaxum là một loài rêu trong họ Bryaceae. Loài này được Thér. & P. de la Varde mô tả khoa học đầu tiên năm 1932.